# 송종의
송종의(1941년 ~)는 대검찰청 차장검사와 법제처장을 역임한 법조인이다.

## 생애
1941년 평안남도 중화군에서 태어나 용산고등학교를 졸업했다. 손수 조립한 4구 라디오로 클래식을 들었을 정도로 공대 체질이었지만, 서울대학교 법과대학에 다니다가, 한국전쟁으로 인하여 졸업을 못하고, 고시에 실패한 형을 대신하여 집안에서 인정받으려고 서울대학교 법학과에 입학했다. 대학에 재학 중이던 1963년 제1회 사법시험에서 합격하여 1966년부터 1969년까지 육군 법무관을 거쳐 1969년 대구지방검찰청 검사에 임용되었다. 어릴 때부터 한학을 하면서 한시와 시조에 능하여 검사 시절에 송도사, 한학도사란 별명으로 불렸다. 육군 법무관으로 있을 때인 1967년 베트남 전쟁에 참전하여 귀국하던 수송기에서 여수시 땅을 바라보며 "눈비벼 다시 보아 민둥산을 알았네/이렇게 헐벗었더냐 꿈에 그린 내조국’,‘옷을 입히리라 초록으로 덮으리라…중략…이 결심 헛되이 마라 천지신명 다 안다’"라는 한시를 지으며 "벌거숭이 산을 초록으로 덮겠다"고 맹세했다고 말하는 송종의는 1969년 대구지방검찰청 검사에 임용되고 1971년 대전지방검찰청 강경지청 검사에 있을 때 불하받은 국유지였던 충청남도 논산시 양촌면 땅에 밤나무를 심기 시작하다 1998년 3월 법제처장에서 물러나면서 갖고 있던 법전 등 관계된 책을 불 태우고 논산시에서 영농조합을 설립해 밤과 딸기를 재배하면서 2015년부터 사재 8억원으로 후배 법조인들을 위한 후원비로 사용하기 위해 천고법치문화재단을 설립하여 이사장에 취임하였다. 천고법치문화재단은 법치주의 확립과 국법질서 수호에 기여한 법조인에게 시상하는 천고법치문화상을 운영한다. 중앙선데이와의 인터뷰에서 "국민의 눈높이에 맞춰 검사들이 더욱 정제된 삶을 살아야 한다"고 말했다.
대전지방검찰청 검사장으로 있을 때 검찰동우지에 기고한 ‘오대양 진혼곡’이라는 제목의 글에서 "오대양사건이 하필이면 대전지검으로 오게 된 것은, 구원을 받는다고 믿고 죽어갔을 30여 명의 원혼들이 한을 풀어달라고 내게 외친 것이 아닐까”라고 했다.

인혁당 사건에서 검찰관이었던 송종의가 서울지방검찰청 검사장으로 재직하고 있을 때 민청학련 사건으로 구속된 민주당 이철, 유인태, 장영달, 제정구 의원과 국민당 김동길 의원 등이 1993년 9월 15일에 박종철 (법조인) 검찰총장 사퇴로 요직 기용이 유력시된 최명부과 함께 "과거 군사정권에서 공안검사로 고속 승진을 계속해온 이들은 문민시대의 검찰 지도자가 될 수 없다"며 사퇴를 촉구하는 성명을 발표했다.
대검찰청 차장검사로 있을 때 서울고등검찰청 검사장이였던 사법시험 1기 후배 김기수 (법조인)와 검찰총장을 두고 경합했으나 김기수 (법조인)가 지명되면서 공직에서 물러난 송종의는 “안분지족(安分知足)의 심정으로 자유인으로 돌아간다.”며 밤 농장으로 돌아갔으나 김영삼 대통령에 의해 법제처장에 임명되어 재직하다 1998년 3월 문민정부의 마지막 법제처장으로 퇴임하면서 ‘귀거래혜(歸去來兮) 영고무상(榮枯無常) 산수자한(山水自閑) 좌간부운(座看浮雲)’.(돌아가네, 영화와 쇠락이 무상하니 자연에서 한가로이 뜬구름 바라보리.)라는 한시로 퇴임사를 대신했던 송종의는 법전을 비롯한 법률 서적을 고물상에 주면서 영농조합 사무실에 ‘천목헌(天目軒)’이란 액자를 걸어두고 서재와 집에 불경과 고서, 역사서만 소장했다.  
참여정부에서 법무부 장관, 부패방지위원장 등 요직에 천거됐으나 스스로 고사하면서 "총리를 빼고는 다 거론됐다."며  "노무현 대통령과는 악연이 있어요. 부산지검 시절 그렇게 구속시키려고 했는데, 그때 구속시켰어야 했는데….”라고 말했다. 1987년 2월 부산에서 열린 박종철 추모집회 현장에 있다가 체포된 노무현 변호사에 대한 구속영장 청구서를 부산지방검찰청 차장검사였던 송종의가 결재했다.
문재인 정부에서 형제복지원 사건에 대해 과거사 진상규명 사건에 포함하여 당시 부산지방검찰청 차장검사였던 송종의에 대해 조사하려고 했으나 조사를 거절했다.

## 경력
- 1969년 검사
- 1973년 ~ 1974년 서울지방검찰청 성동지청 검사
- 1981년 ~ 1982년 법무부 법무과장
- 1983년 ~ 1985년 서울지방검찰청 특별수사 제1부 부장검사
- 1985년 ~ 1986년 전주지방검찰청 차장검사
- 1986년 ~ 1987년 부산지방검찰청 제1차장검사
- 1987년 ~ 1989년 법무부 기획관리실장
- 1989년 대검찰청 형사 제2부 부장
- 1989년 ~ 1991년 대검찰청 강력부 부장
- 1991년 4월 18일 ~ 1992년 7월 28일 제33대 대전지방검찰청 검사장
- 1992년 대검찰청 중앙수사부 부장
- 1993년 3월 17일 ~ 1993년 9월 20알 제33대 서울지방검찰청 검사장
- 1993년 9월 18일 ~ 1995년 9월 17일  대검찰청 차장검사
- 1996년 12월 20일 ~ 1998년 2월 26일 제20대 법제처장
- 2014년 6월 ~ 천고법치문화재단 이사장

## 저서
- 미국으로 간 딸에게 쓴 편지들을 모은 '밤나무 검사가 딸에게 쓴 인생 연가'